# Parlament von Eswatini

Wappen

Das Parlament von Eswatini (siSwati Libandla; englisch Parliament of the Kingdom of Eswatini) ist das Parlament des afrikanischen Königreichs Eswatini. Das Parlamentsgebäude befindet sich in Lobamba.

## Aufbau

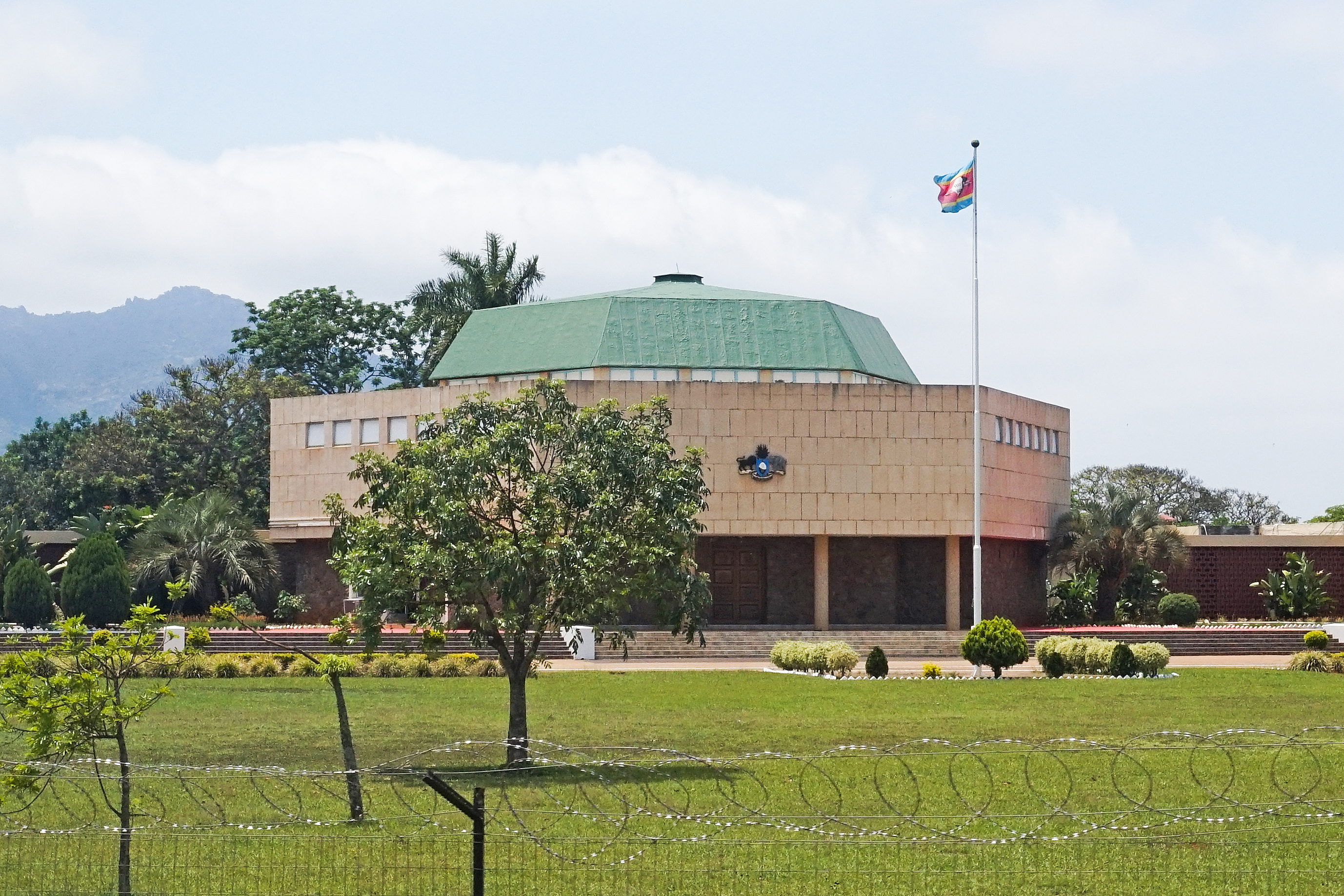
Parlamentsgebäude

Das Parlament setzt sich aus zwei verschiedenen Kammern zusammen:
- Senate of Eswatini (Oberhaus)
- House of Assembly of Eswatini (Unterhaus)